# Digitaria patens
Digitaria patens är en gräsart som först beskrevs av Jason Richard Swallen, och fick sitt nu gällande namn av Johannes Jan Theodoor Henrard. Digitaria patens ingår i släktet fingerhirser, och familjen gräs. Inga underarter finns listade i Catalogue of Life.